# Піроліз твердих горючих копалин

Загальна схема процесу піролізу

Піро́ліз тверди́х горю́чих копа́лин (рос. пиролиз твердых горючих ископаемых, англ. pyrolysis of hard combustible minerals, нім. Pyrolyse der harten fossilen Brennstoffe) — розкладання твердих горючих копалин (вугілля, торфу, сланцю) при нагріванні без доступу повітря.

## Загальна характеристика
Унаслідок протікаючих при цьому термохімічних перетворень утворюються газо- і пароподібні, а також тверді продукти. У залежності від кінцевої т-ри нагрівання ТГК, в промисловості розрізняють чотири головних процеси піролізу: напівкоксування до 500—550 °C; середньотемпературне коксування, кінцева температура 700—750 °C; високотемпературне коксування до 900—1100°С і графітизація 1300—3000 °C. Поведінка кам'яного і бурого вугілля при нагріванні принципово різна.

## Стадії термічного розкладання вугілля
- а) сушка протікає при кімнатній температурі, інтенсифікується по мірі підвищення температури нагрівання і практично закінчується при 105—110 °C;
- б)110—200 °C — виділення гігроскопічної і колоїдно-пов'язаної вологи, а також оклюдованих газів, початок термічної деструкції торфу і бурого вугілля;
- в)200—(300—350) °C — термічна підготовка. Утворюються газоподібні продукти термічної деструкції (СО2, СО, N2), відбувається відщеплення термічно нестійких кисневмісних груп;
- г)300—500 °C — напівкоксування. Посилення термічної деструкції органічної маси вугілля з інтенсивним виділенням газів і парів, а також зі спікливого вугілля рідкої фази (продукти — напівкокс, первинний газ, смола);
- д) 550—800 °C — середньотемпературне коксування. Посилення процесів деструкції з одночасною інтенсифікацією процесів синтезу (продукти — кокс, газ, смола);
- е) 900—1100 °C — високотемпературне коксування з переважанням процесів синтезу (продукти — кокс, газ, смола);
- з) 1300—3000 °C — графітизація (термографіт, газ).

## Піроліз бурого вугілля
Буре вугілля при нагріванні не розм'якшується, при цьому відбувається виділення летких речовин, які частково розкладаються. У залишку утворюється монолітний напівкокс, що зазнав сильної усадки. При напівкоксуванні бурого вугілля розрізнюють три температурні зони:
1. зона попереднього нагрівання до 100 °C;
2. зона сушки 100—125 °C;
3. зона напівкоксування 225—500 °C.

Під час попереднього нагрівання вугілля розширяється, причому дуже швидке нагрівання може привести до розпушення шматків або навіть до руйнування структури напівкоксу. У процесі сушки виділяється вода при одночасній усадці вугілля. Вище за 225 °C відганяються продукти напівкоксування (смола, масло, вода і газ) і відбувається подальша усадка. Вище за 500 °C закінчується утворення напівкоксу.

## Піроліз кам'яного вугілля
Кам'яне вугілля середнього ступеня вуглефікації має зону розм'якшення при 350—450 °C. При нагріванні вугілля виділяють три температурних зони:
1. зона від початку нагрівання до початку розм'якшення вугілля при 350 °C;
2. пластична зона від 350 до 450 °C;
3. зона утворення коксу — вище 450 °C.

## Механізм процесу
При переході вугілля в пластичний стан посилюється орієнтація ароматичних шарів. Внаслідок відщеплення бічних ланцюгів в ароматичних сполуках відбувається упорядкування паралельних площинних шарів з вирівнюванням відстаней між ними. Цей процес, званий передграфітизацією, протікає неповно внаслідок повторного зміцнення вугільної речовини і обмеження можливості інтенсивного руху молекул. Чим ширша область розм'якшення вугілля, тим інтенсивніше протікає передграфітизація. Передграфітизація жирного вугілля, що має найбільший розм'якшення, протікає інтенсивніше, ніж у кам'яного вугілля з нижчим і високим виходом летких речовин. Нижчий ступінь передграфітизації обумовлює знижену міцність коксу. Внаслідок пластичності вугільної речовини в залежності від умов коксування утворюється пористий, склоподібний, пінистий або спечений кокс. Пари і гази термічної деструкції вугілля сприяють протіканню процесів спікання, активізуючи міграцію рідких нелетких продуктів всередині вугільної маси, що нагрівається, і утворення просторово-безперервної пластичної системи. Основну роль в процесах спікання відіграють рідкі нелеткі продукти, що не видаляються з пластичної системи у вигляді пари і газів. Процес спікання вугілля закінчується при 500—550 °C утворенням суцільного тіла напівкоксу. При подальшому нагріві до 1000 °C протікають в основному поліконденсаційні процеси з відщепленням низькомолекулярних продуктів Н2, H2O, СН4, СО і упорядкування структури твердого залишку, що приводить до утворення високотемпературного коксу. Велике значення для коксоутворення має втрата шихтою маси, що продовжується при перетворенні напівкоксу в кокс за рахунок газоутворення — до 25—30% маси напівкоксу (майже 50% об'єму загального виходу летючих речовин з початкового вугілля).
Виділяють такі стадії термічного розкладання ТНК:
1. сушка протікає при кімнатній т-рі, інтенсифікується по мірі підвищення т-ри нагрівання і практично закінчується при 105—110 °C;
2. 110—200 °C — виділення гігроскопічної і колоїдно-зв'язаної вологи, а також оклюдованих газів, початок термічної деструкції торфу і бурого вугілля;
3. 200—(300—350) °C — термічна підготовка. Утворюються газоподібні продукти термічної деструкції (СО2, СО, N2), відбувається відщеплення термічно нестійких кисеньвмістких груп;
4. 300—500 °C — напівкоксування. Посилення термічної деструкції органічної маси вугілля з інтенсивним виділенням газів і парів, а також зі спікливого вугілля рідкої фази (продукти — напівкокс, первинний газ, смола);
5. 550–800 °C — середньотемпературне коксування. Посилення процесів деструкції з одночасною інтенсифікацією процесів синтезу (продукти — кокс, газ, смола);
6. 900–1100 °C — високотемпературне коксування з переважанням процесів синтезу (продукти — кокс, газ, смола).